# Marquesat d'Alfarràs
El Marquesat d'Alfarràs és un títol nobiliari concedit per Felip V d'Espanya l'any 1702 a Pere de Ribes-Vallgornera i de Boixadors.

## Història
Al juny del 1400 la Paeria de Lleida vengué la regió d'Alfarràs per 50.000 sous al qui fou paer en cap, Bernat de Boixadors. El 1441, Miquel de Boixadors també era senyor d'Andaní.

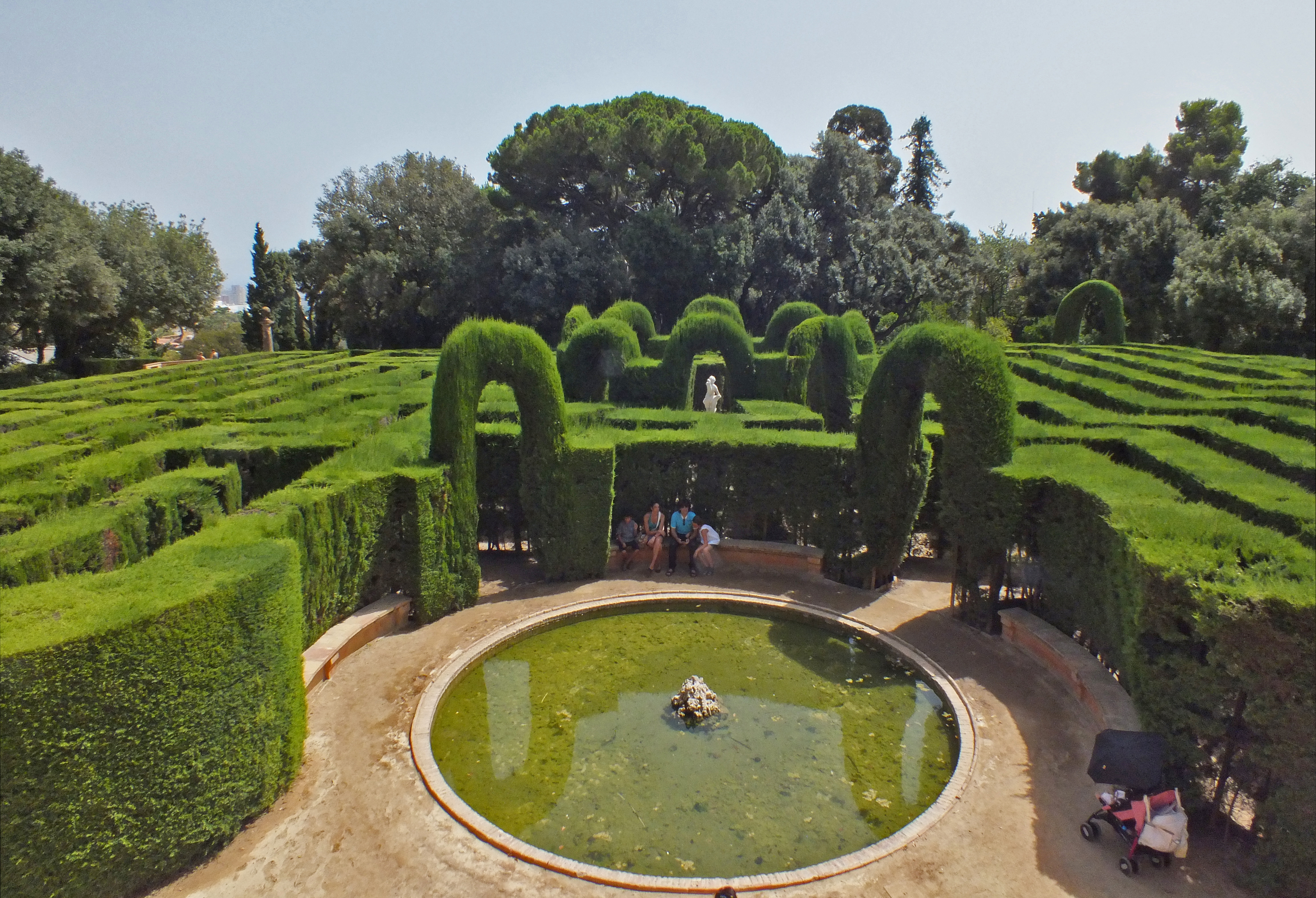
Parc del Laberint d'Horta

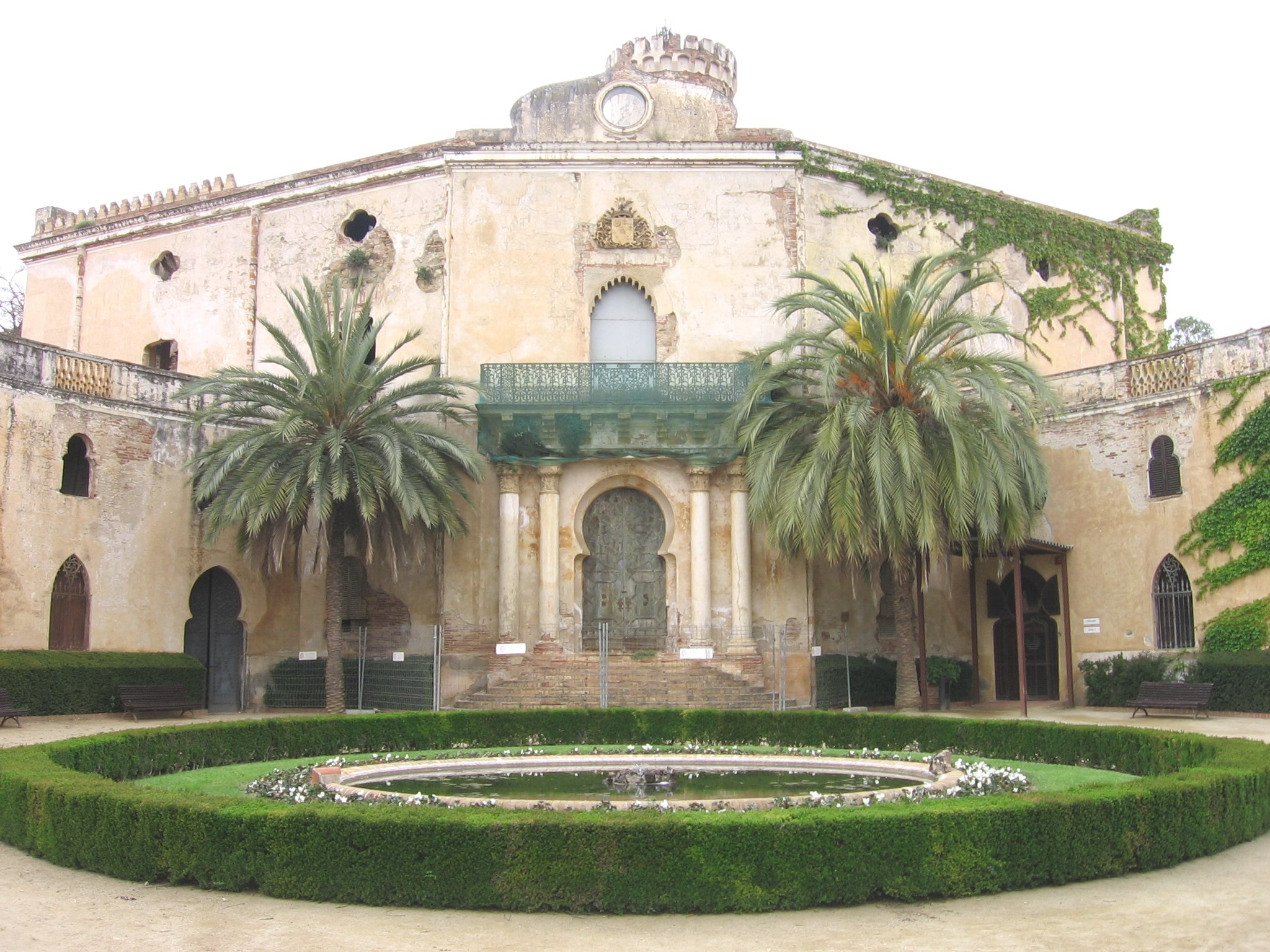
Palau del Marquès d'Alfarràs a Horta

El 1702, Pere de Ribes-Vallgornera i de Boixadors aconseguí el títol de marquès d'Alfarràs de mans de Felip V. El 1769, Teresa de Ribes i d'Olzinelles, tercera marquesa d'Alfarràs, es va casar amb Joan Antoni Desvalls i d'Ardena, sisè marquès de Llupià i quart del Poal.
El 22 d'octubre de 1809, durant la Guerra del Francès, els sometents d'Àger, les Avellanes i Almenar, comandats per Manuel Blavia, es concentraren a Alfarràs per protegir el pont sobre la Noguera.
Des de mitjan segle xix, el panteó familiar és al Cementiri del Poblenou de Barcelona (Dep. I, illa 3a exterior, núm. 413-414).

## Marquesos d'Alfarràs
|                   | Titular                               | Període           |
| Creat per Felip V | Creat per Felip V                     | Creat per Felip V |
| ----------------- | ------------------------------------- | ----------------- |
| I                 | Pere de Ribes i Boxadors              | 1702 - 1759       |
| II                | Jeroni de Ribes i de Castellbell      | 1759 - 1768       |
| III               | Maria Teresa de Ribes i d'Olzinelles  | 1768 - ?          |
| IV                | Antoni Miquel Desvalls i de Ribes     | ? - 1821          |
| V                 | Joaquim Desvalls i de Sarriera        | 1821 - 1883       |
| VI                | Lluís Desvalls i Fort de Saint Maurin |                   |
| VII               | Joan Desvalls i d'Amat                |                   |
| VIII              | Joan Baptista Desvalls i Amat         | 1890 - 1926       |
| IX                | Lluís Desvalls i Trias                | 1926 - 1987       |
| X                 | Lluís Desvalls i Maristany            | 1988 - 2014       |
| XI                | Maria Soledat Desvalls i Leonori      | 2015              |